# Decúbito supino

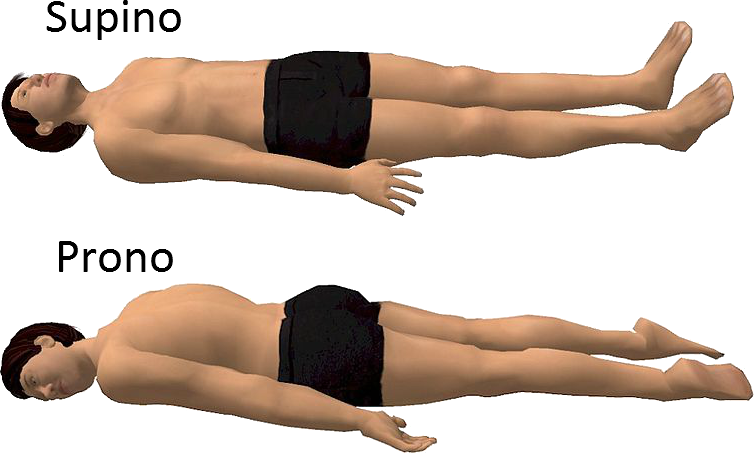
Posición de decúbito

El decúbito supino (también, decúbito dorsal) es una posición anatómica del cuerpo humano que se caracteriza por:
- Posición corporal acostado boca arriba, generalmente en un plano paralelo al suelo.
- Cuello en posición neutra, con mirada dirigida al cénit.
- Miembros superiores extendidos pegados al tronco y con las palmas de las manos hacia abajo.
- Extremidades inferiores también extendidas con pies en flexión neutra y punta de los dedos gordos hacia arriba.

En esta posición se definen las posiciones del cuerpo con respecto a los tres ejes del espacio:
- Eje antero-posterior: Por delante se llama anterior o ventral (excepto en las extremidades inferiores que es dorsal). Por detrás se llama posterior o dorsal.
- Eje cráneo-caudal: Por arriba se llama superior, craneal, cefálico y por abajo se llama inferior o caudal.
- Eje latero-lateral: Por la línea media se llama medial o interno, y hacia el exterior (derecha o izquierda) se llama lateral o externo derecha o izquierda respectivamente. La derecha o izquierda siempre es con respecto al cuerpo observado.

Tiene su origen en el latín, de la palabra decubĭtus, acostado.

## Usos en cirugía de decúbito supino
Es la más usada en cirugía. Se usa principalmente para el abordaje del abdomen, cuello anterior y cirugía de miembro superior.
En cirugía abdominal esta posición de decúbito dorsal es para explorar los órganos internos del abdomen ya sea en casos de apuñalamiento, hemorragias, embarazos y otras.

## Usos en radiología
Es utilizada con mucha frecuencia para la obtención de imágenes radiográficas de frente de columna vertebral, principalmente las porciones dorsal, lumbar y sacra. También para las imágenes de frente del miembro inferior en general.
En pacientes que por su dolencia o condición se encuentran postrados o en camilla, se pueden realizar casi la totalidad de las posiciones radiológicas.